# Швыткин, Юрий Николаевич
Юрий Николаевич Швыткин (род. 24 мая 1965, Красноярск) — российский военный, государственный и политический деятель. Депутат Государственной Думы ФС РФ VII созыва. Член фракции «Единая Россия», заместитель председателя комитета Госдумы по обороне. Член Президиума политического совета Красноярской региональной организации РО «Единая Россия», член красноярского регионального штаба Общероссийского народного фронта.
Из-за вторжения России на Украину, находится под международными санкциями Евросоюза, США, Великобритании и ряда других стран.

## Биография
В 1986 году получил высшее военное образование по военно-политической специальности, окончив факультет воздушно-десантных войск Новосибирского высшего военно-политического общевойскового училища имени 60-летия Великого Октября. В 1999 году прошёл переподготовку и получил специальность «юрист-организатор правоохранительной деятельности» в Академии управления МВД России. После окончания военного училища, с 1986 по 1992 год служил заместителем командира роты, командиром отдельной разведывательной роты, заместителем командира парашютно-десантного батальона в 76-й гвардейской воздушно-десантной дивизии. Выполнял специальные задачи в Азербайджане, Киргизии, Литве, Армении.
С 1992 по 2001 год проходил службу в органах МВД по Красноярскому краю. Сначала в должности начальника штаба батальона вневедомственной охраны, затем, с 1993 года служил в Специальном отряде быстрого реагирования (СОБР) Управления по борьбе с организованной преступностью Красноярского края в должности командира подразделения, позднее занимал должность командира ОМОН Красноярского края. Участвовал в боевых действиях на территории Чеченской республики. Полковник полиции.
В 2001 году баллотировался в депутаты Заксобрания от избирательного блока «За Лебедя». Был избран депутатом Законодательного Собрания Красноярского края. В 2007 году баллотировался по спискам партии «Единая Россия» в Заксобрание края, по итогам распределения мандатов стал депутатом Законодательного Собрания Красноярского края. Был членом депутатского комитета по вопросам законности и защите прав граждан и комитета по образованию, науке и культуре.
В 2011 году баллотировался в Законодательное собрание от партии «Единая Россия» по одномандатному избирательному округу № 6, по итогам выборов избран депутатом Законодательного Собрания Красноярского края.
В сентябре 2016 года баллотировался от «Единой России» по одномандатному избирательному округу № 54, по итогам выборов избран депутатом Государственной думы РФ VII созыва.

## Законотворческая деятельность
С 2016 по 2019 год, в течение исполнения полномочий депутата Государственной Думы VII созыва, выступил соавтором 116 законодательных инициатив и поправок к проектам федеральных законов.
В 2023 г. вместе с депутатами Андреем Картаполовым и Андреем Красовым внес в Государственную думу законопроект о повышении возраста призыва в армию до 30 лет.

## Награды
- орден «За заслуги перед Отечеством» IV степени (2025)[12]
- орден Александра Невского[13]
- три ордена Мужества[14]
- медаль Жукова[13]
- медаль «За боевые заслуги»[14]
- медаль «За отличие в воинской службе» I степени[15]
- медаль «За отличие в службе» (МВД) I и II степеней
- медаль «За безупречную службу» III степени
- медаль «За заслуги в борьбе с организованной преступностью и терроризмом»[15]
- медаль «За ратную доблесть»[15]
- медаль «За службу в спецназе»[15]
- знаки «За отличие в службе во внутренних войсках» I и II степеней
- нагрудный знак «Участник боевых действий»
- знак «Инструктор-парашютист» за 100 прыжков
- памятный знак «За служение на благо города Красноярска»
- Памятный знак «МПА СНГ. 30 лет» (16 ноября 2023 года, Межпарламентская ассамблея СНГ) — за заслуги в деле развития и укрепления парламентаризма, за вклад в развитие и совершенствование правовых основ функционирования Содружества Независимых Государств, укрепление международных связей и межпарламентского сотрудничества[16][источник не указан 234 дня]

## Семья
Женат, имеет сына и дочь. Сын продолжает семейные традиции — в настоящее время является офицером-десантником.